# Henrik Sjöberg
Kristian Henrik Rudolf (Henrik) Sjöberg (Uppsala, 20 januari 1875 - Marienlyst, Helsingør, 1 augustus 1905) was een Zweedse arts, atleet en turner. Hij nam eenmaal deel aan de Olympische Spelen, maar won hierbij geen medailles.

## Biografie
Sjöberg was de zoon van schoorsteenveger Carl Rudolf Sjöberg en Selma Maria Kolthof. Hij groeide op in de wijk Tjärhovsgatan van Stockholm en ging naar het gymnasium op verschillende scholen, voordat hij geneeskunde ging studeren aan de Universiteit van Uppsala. Zijn bachelor-diploma behaalde hij in 1899. In 1900 werd hij ingeschreven  aan de Universiteit van Lund. Op het moment van zijn dood kreeg hij een medische beurs van de marine en werkte hij met een medisch licentiaat. Hij had gediend als waarnemend medisch officier van verschillende districten in het land.
Sjöberg kwam uit een sportieve familie. Zo was zijn broer Sixtus Sjöberg de oprichter van  Stockholms AF, een amateur atletiekvereniging in Stockholm. Deze vereniging ontwikkelde zich tot de grootste sportvereniging van Stockholm. Ook Henrik was sinds 1892 lid van de club. Hij deed aan verschillende disciplines, waaronder hoogspringen, verspringen, wandelen, fietsen en worstelen. Bij een groot Scandinavisch Sportfeest, genaamd idrottsfest, won hij de vijfkamp. Ook had hij zes jaar lang het onofficiële Zweedse record van 6,09 m bij het verspringen in handen en werd Zweeds hij kampioen speerwerpen in 1898 met 60,94 m.
In 1896 nam Henrik Sjöberg deel aan de Olympische Spelen van Athene. Hij kwam hierbij uit op de onderdelen 100 m, sprong, hoogspringen, verspringen en discuswerpen. Zijn beste prestatie behaalde hij bij het hoogspringen door met 1,625 vierde te worden. De wedstrijd werd gewonnen door Ellery Clark, die met 1,81 het olympisch record vestigde. Op de 100 meter werd hij vierde of vijfde in zijn heat en was daardoor niet bij de eerste twee die doorgingen naar de finale. Bij het verspringen eindigde hij als zesde met een afstand van minder dan 5,74. Met de discus haalde hij met een afstand van minder dan 25,20 meter een vergelijkbare plaats. Tijdens deze Spelen schreef hij ook verhalen voor het dagblad Nieuwe Daily Allehanda.
Hij overleed op 30-jarige leeftijd door een ongeluk bij het zwemmen. Volgens sommige bronnen gebeurde dit op zijn verlovingsdag.

## Titels
- Zweeds kampioen speerwerpen - 1898

## Persoonlijke records
| onderdeel    | prestatie | jaar |
| ------------ | --------- | ---- |
| 100 m        | 12,4      | 1892 |
| hoogspringen | 1,78      | 1895 |
| verspringen  | 6,09      | 1892 |
| discuswerpen | 26,48     | 1894 |

## Palmares

### 100 m
- 1896: serie OS - langzamer dan 12,5 seconden

### hoogspringen
- 1896: 4e OS - 1,625 m

### verspringen
- 1896: 6e OS - 5,80 m

### discuswerpen
- 1896: 5-9e OS - minder dan 25,20 m

### paardsprong
- 1896: ≥ 4e OS - niet bij eerste drie